# René Haselbacher
René Haselbacher (Vienna, 15 settembre 1977) è un ex ciclista su strada austriaco.
Professionista dal 1999 al 2010, conta otto vittorie in carriera, tra cui due campionati nazionali e una tappa alla Österreich-Rundfahrt nel 2008.

## Carriera
Passato professionista nel 1999, corse fino al 2006 nella Gerolsteiner, squadra tedesca. Dal 2007 al 2008 vestì la casacca dell'Astana, prima del trasferimento, nel 2009, alla Vorarlberg-Corratec, squadra del Circuito continentale UCI Europe Tour. Si ritira nel 2011, a 33 anni.

## Palmarès

### Strada
- 1995 (Juniors, una vittoria)

Memorial Peter Dittrich-Elk-Heurigen Grand Prix-Grand Prix Delta-Bau
- 1999 (Gerolssteiner, una vittoria)

3ª tappa Dekra Open Stuttgart (Esliggen > Stoccarda)
- 2000 (Gerolssteiner, due vittorie)

Campionati austriaci, Prova a cronometro
Burgenland Rundfahrt
- 2002 (Gerolssteiner, due vittorie)

Campionati austriaci, Prova in linea
3ª tappa Postgirot Open (Motala > Motala)
- 2003 (Gerolssteiner, una vittoria)

5ª tappa Rheinland-Pfalz-Rundfahrt (Landau > Ludwigshafen)
- 2006 (Gerolssteiner, due vittorie)

5ª tappa Rheinland-Pfalz-Rundfahrt (Worms > Bad Neuenahr-Ahrweiler)
Classifica generale Rheinland-Pfalz-Rundfahrt
- 2008 (Astana, una vittoria)

5ª tappa Österreich-Rundfahrt (Wiener Neustadt > Bad Vöslau)
- 2010 (Team Vorarlberg, una vittoria)

1ª tappa Giro del Capo (Wellington > Wellington)

### Altri successi
- 2003 (Gerolssteiner, due vittorie)

Wiener Radfest (criterium)
Criterium di Linz
- 2006 (Gerolssteiner, due vittorie)

Wiener Radfest (citerium)
Wiesbauer Rathauskriterium (criterium)

### Pista
- 2006 (Gerolsteiner, una vittoria)

Campionati austriaci, Inseguimento individuale

## Piazzamenti

### Grandi giri
- Tour de France

2003: ritirato
2004: ritirato
- Vuelta a España

2005: 121º
2006: ritirato (16ª tappa)

### Competizioni mondiali
- Campionati del mondo

San Sebastián 1997 - In linea Under 23: 4º
Valkenburg 1998 - In linea Under 23: 6º
Verona 1999 - Cronometro: 42º
Zolder 2002 - In linea: 14º
Hamilton 2003 - In linea: riserva
Madrid 2005 - In linea: 32º
Salisburgo 2006-In linea: 18º
- Giochi olimpici

Sydney 2000 - Cronometro: 34º
Sydney 2000 - In linea: ritirato